# Rudno (województwo warmińsko-mazurskie)
Rudno (niem. Rauden) – wieś w Polsce, położona w województwie warmińsko-mazurskim, w powiecie ostródzkim, w gminie Ostróda. Siedziba sołectwa. 
W latach 1975–1998 wieś położona była w województwie olsztyńskim.
We wsi znajduje się zakład unieszkodliwiania odpadów komunalnych.
| SIMC    | Nazwa     | Rodzaj    |
| ------- | --------- | --------- |
| 0485322 | Jankowiec | część wsi |

## Historia
W czasach krzyżackich wieś pojawia się w dokumentach w roku 1437, podlegała pod komturię w Ostródzie, były to dobra rycerskie o powierzchni 20 włók.